# جان داتون فراست
جان داتون فراست (انگلیسی: John Frost; ۳۱ دسامبر ۱۹۱۲ – ۲۱ مهٔ ۱۹۹۳) فرد نظامی اهل بریتانیا بود. وی همچنین برندهٔ جوایزی همچون صلیب نظامی شده‌است.